# West Island, Quần đảo Cocos (Keeling)

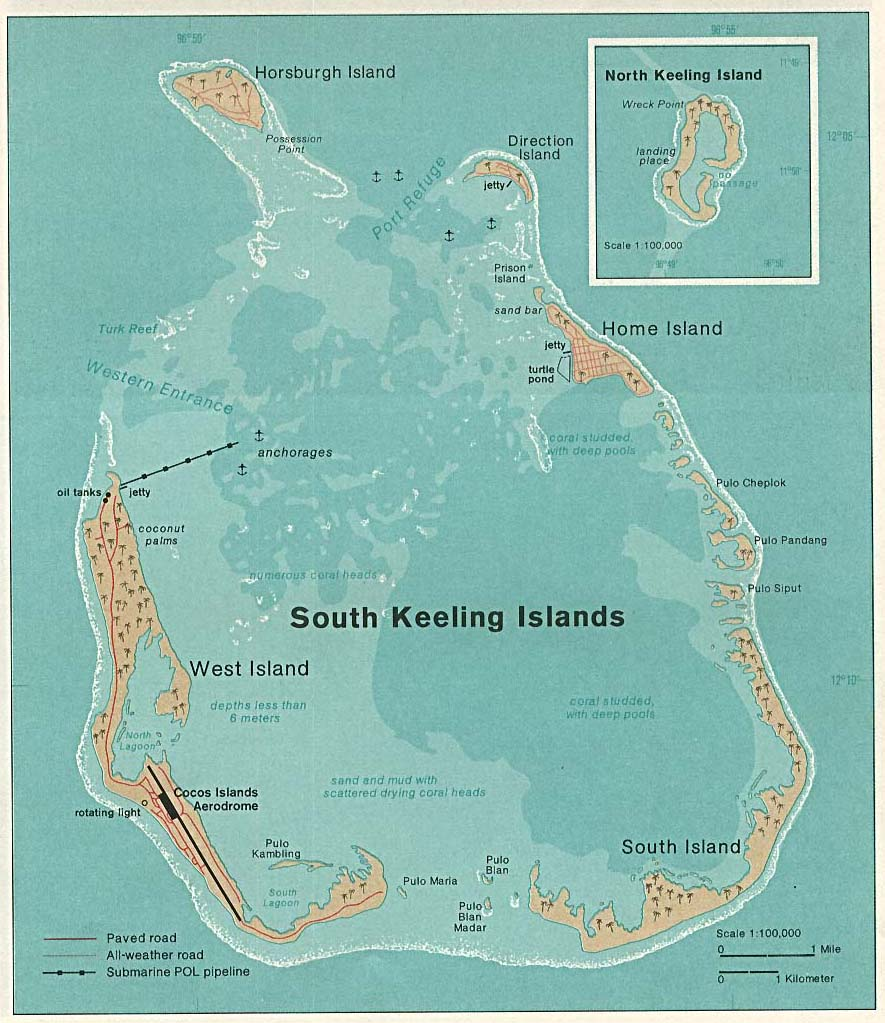
Quần đảo Cocos (Keeling)

West Island là thủ phủ của Quần đảo Cocos (Keeling), một vùng lãnh thổ của Australia. Hòn đảo này có khoảng 120 người. Đảo gồm có tất cả các tòa nhà của chính quyền vùng lãnh thổ, sân bay, một cửa hàng và lưu trú du lịch.